# Bakkerijmuseum (Geel)
Het bakkerijmuseum is een museum ten westen van het kerkdorp Ten Aard, behorend tot Geel.
Het is gelegen nabij de Molen van 't Veld op de plaats waar vroeger de Worfthoeve (worft = wilg) stond. De verzameling bevat voorwerpen die met het bakkersambacht te maken hebben, zoals wafelijzers, broodpenningen, hostie-ijzers, ijs-, chocolade-, marsepein- en speculaasvormen. In het bakhuis staan bakkerijmachines en ook is er schuur met een verzameling karren die gebruikt werden om graan naar en meel van de molen te vervoeren.
Het museum is opgezet door Willy Goossens, die zelf bakker is geweest.